# Théorème de Hahn-Mazurkiewicz
En mathématiques et plus précisément en topologie, le théorème de Hahn-Mazurkiewicz caractérise les espaces dits « de Peano ». Cette notion est liée à l'étude des courbes de Peano.

## Énoncé
Un espace topologique non vide est compact, connexe, localement connexe et métrisable (si et) seulement si c'est un « espace de Peano », c'est-à-dire l'image d'une application continue d'un segment réel dans un espace séparé.
Un autre énoncé courant consiste à remplacer « métrisable » par « à base dénombrable », ce qui, pour un compact, est équivalent.

## Note et référence
1. ↑  (en) John G. Hocking et Gail S. Young, Topology, Dover, 2012, 384 p. (ISBN 978-0-486-14109-1, lire en ligne), p. 129.